# O Campeão (filme de 1979)
O Campeão  (em inglês:  The Champ) é um filme estadunidense  de 1979, do gênero drama, dirigido por Franco Zefirelli.

## Elenco
- Jon Voight .... Billy Flynn
- Faye Dunaway .... Anne
- Ricky Schroder .... T.J.
- Jack Warden .... Jackie
- Arthur Hill .... Mike
- Strother Martin .... Riley
- Joan Blondell .... Dolly Kenyon
- Mary Jo Catlett .... Josie
- Elisha Cook, Jr. .... Georgie

## Sinopse
O ex-campeão de boxe Billy Flynn é agora um treinador de cavalos em Hialeah. Ele luta contra a falta de dinheiro para criar seu pequeno filho T.J. As coisas se complicam quando a mãe de T.J., agora uma rica dama, se aproxima do garoto que não sabe quem ela é. E que deseja se revelar a ele e pedir a custódia. Billy não vê outra maneira de ganhar dinheiro e ficar com o filho, do que voltar ao ringue. 

## Principais prêmios e indicações
Oscar 1980 (EUA)
- Indicado na categoria de melhor trilha sonora original.

Globo de Ouro 1980 (EUA)
- Venceu na categoria de nova estrela masculina do ano em cinema - masculino (Rick Schroder).
- Indicado na categoria de melhor ator de cinema - drama (Jon Voight).

Academia Japonesa de Cinema 1980 (Japão).
- Indicado como melhor filme estrangeiro